# .io
.io — национальный домен верхнего уровня (ccTLD), выделенный Британским Территориям в Индийском Океане и администрируемый организацией Internet Computer Bureau, находящейся в Лондоне.
Регистрируемые доменные имена могут содержать символы латиницы, цифры и дефисы, общая длина которых должна быть от 3 до 63 символов. При этом доменные имена не могут начинаться и заканчиваться дефисом, а также содержать два дефиса подряд.
Некоторые, в том числе рекламные подразделения транснациональной корпорации Google (Alphabet) часто относят домен «.io» к общим доменам верхнего уровня (gTLD), «поскольку пользователи и веб-мастера часто считают их общими (не связанными с какой-либо страной)».

## История
Домен .io существует с 1997 года.
Первый домен зарегистрирован в 1998 году, когда компания Levi Strauss & Co. зарегистрировала домен levi.io.
Право администрирования домена делегировано Internet Computer Bureau (ICB), компании из Великобритании, действующей от имени NIC.IO. Компания также имеет право на регистрацию доменов .sh и .ac, острова Святой Елены и острова Вознесения соответственно.

### Регистрация и ограничения
Как частные лица, так и организации могут беспрепятственно зарегистрировать имена в домене .io.
Для того, чтобы зарегистрировать домен второго уровня в зоне .io, нет необходимости регистрировать юридическое лицо на Британских Территориях, однако третий уровень (домены типа xyz.com.io) требует, чтобы получатель был резидентом Британских Территорий в Индийском Океане. Ни один из доменов второго уровня, используемых NIC.IO, не может быть использован в качестве имени третьего уровня. Например, домены «com.com.io», «org.com.io» и «biz.com.io» не могут быть зарегистрированы.
Доменные имена в .io не могут быть использованы «для любых целей сексуального или порнографического характера, а также против нарушения законов любых стран». Администратор NIC.IO оставляет за собой право немедленно прекратить регистрацию подобных доменов.
Домены .io могут быть зарегистрированы минимум на один год и максимум на 5 лет. Стоимость регистрации доменов .io в среднем выше, чем стоимость регистрации в других доменах верхнего уровня, и составляет 90 $.

## Использование
Домен .io не рассматривается по своей территориальной принадлежности. Аббревиатура IO часто используется в информационных технологиях как Input/Output, что делает домен .io пригодным для использования в составлении домен-хаков, и может быть использован в сервисах, связанных с технологиями.
Также домен .io негласно получил статус общего домена верхнего уровня и стал популярен среди стартапов.
Проекты с открытым исходным кодом, программные интерфейсы API и онлайн-сервисы также обосновались в этом домене. Пользовательские сайты проектов, опубликованные на сервисе GitHub, располагаются в домене имя_проекта.github.io.
Домен стал популярным даже в политических кругах. Так, домен Rub.io являлся коротким адресом кампании Марко Рубио, кандидата на пост президента США. Точно так же hrc.io являлся коротким адресом предвыборной кампании Хиллари Клинтон в той же президентской гонке.
Некоторые популярные браузерные игры, такие как agar.io, slither.io, territorial.io и wings.io, используют домен для своих проектов. Также сервис цифровой дистрибуции видеоигр itch.io расположен на этом домене.
Также домен использует ряд русскоязычных и белорусскоязычных интернет-изданий, таких как meduza.io, thebell.io, zerkalo.io (tut.by).